# Recologne (Haute-Saône)
Recologne település Franciaországban, Haute-Saône megyében. Lakosainak száma 32 fő (2022. január 1.). Recologne Tincey-et-Pontrebeau, Ferrières-lès-Ray, Membrey és Vellexon-Queutrey-et-Vaudey községekkel határos.

## Népesség
A település népessége az elmúlt években az alábbi módon változott:
| Lakosok száma | 33   | 30   | 32   | 33   | 33   | 34   | 35   | 32   |
|               | 2013 | 2015 | 2017 | 2018 | 2019 | 2020 | 2021 | 2022 |